# Basso continuo
Basso continuo (bas generalny, bas cyfrowany, generałbas, b.c.)
1. W XVII i XVIII wieku linia głosu basowego, stanowiąca harmoniczny fundament utworu. Najczęściej wymagający od wykonawcy improwizacyjnego dopełnienia. Kompozytorzy zazwyczaj dopisywali obok nut cyfry podpowiadające wykonawcy, jak powinien uzupełnić strukturę akordową. W epoce baroku istnienie basu cyfrowanego było tak oczywiste, że utwory bez b.c. były specjalnie oznaczane (senza continuo)
2. Instrument lub zespół realizujący partię basso continuo

Geneza basu generalnego sięga renesansu. W XVI wieku następował powolny, lecz konsekwentny proces porzucania równorzędnego traktowania głosów, polaryzacji głosu najniższego i najwyższego (basso seguente, basso pro organo i jego rozwinięcie). Właściwe basso continuo, tj. niezależny głos basowy realizujący podstawę harmoniczną utworu, pojawiło się we Włoszech około roku 1600 wśród kompozytorów Cameraty Florenckiej. Jego narodzenie ściśle związane jest z powstaniem monodii akompaniowanej i barokowej seconda pratica. Z początku linia basu była cyfrowana bardzo oszczędnie, a basso continuo spełniało drugorzędną rolę podpory harmonicznej. Pod koniec XVII wieku jednak rola basu wzrosła, ocyfrowanie basu stało się coraz gęstsze, rosła rola harmoniki i dysonansowości.
Zazwyczaj basso continuo realizowały dwie grupy instrumentów:
- fundamentalne – stanowiące podstawę akordową (np. klawesyn, organy, teorban, harfa, lutnia)
- ornamentalne – instrumenty melodyczne, ozdabiające i kontrapunktujące linię melodyczną b.c. (wiolonczela, viola da gamba, instrumenty dęte, harfa, szpinet itd.)

Realizowanie basso continuo wymaga od wykonawcy nie tylko znajomości reguł kontrapunktu i harmonii, ale również umiejętności samodzielnej improwizacji w stylu wykonywanej kompozycji. Realizacja b.c. mogła bowiem przybierać formę od prostego dopełnienia akordowego po kunsztowną fakturę ornamentalną, figuracyjną czy polifoniczną. Zazwyczaj również dobór instrumentów realizujących generałbas pozostawał w kwestii wykonawcy lub wykonawców. Redukcja zastosowania basu generalnego następowała już od końca XVII wieku (Biber, Pachelbel), by w końcu zaniknąć w drugiej połowie XVIII wieku, kiedy kompozytorzy decydowali się na samodzielne wypisanie wszystkich dźwięków basu (basso obligato). W muzyce oratoryjnej i operowej był jednak niekiedy stosowany jeszcze do połowy XIX wieku.

## Zapis i realizacja
Cyfry w systemie basso continuo oznaczają odległość istotnych składników akordu od dźwięku w najniższym głosie, liczoną od niego w górę; za składniki istotne uważa się w tym przypadku prymę, tercję (gdyż decyduje ona o trybie akordu) oraz składniki dysonujące (sekstę dodaną, septymę, nonę, dźwięki obce). Ponadto używa się także znaków chromatycznych na oznaczenie podwyższenia lub obniżenia dźwięku: jeżeli znak występuje wraz z liczbą, chromatyzuje się dźwięk leżący o wyrażony tą liczbą interwał licząc od linii najniższego głosu; jeżeli znak występuje samodzielnie – podwyższa się bądź obniża dźwięk leżący o tercję w górę od dźwięku w najniższym głosie.
Z zasady w zapisie basso continuo wprowadza się tylko cyfry i oznaczenia niezbędne dla prawidłowej identyfikacji akordu. Składniki, które nie zostały opisane za pomocą basso continuo, ustala się poprzez zbudowanie od najniższego znanego dźwięku tylu gamowłaściwych tercji w górę, aby powstał kompletny akord.
|  | Jeżeli w basie cyfrowanym nie ma żadnej cyfry ani znaku chromatycznego, akord realizuje się jako trójdźwięk z prymą w basie z użyciem dźwięków gamowłaściwych. |
|  | Przykład realizacji akordu z prymą w basie i chromatyczną zmianą dźwięku odległego o tercję od basu. |
|  | Cyfra 6 oznacza obecność w akordzie dźwięku odległego o sekstę od najniższego głosu. Najczęściej jest to pryma akordu, a akord posiada tercję w basie. |
|  | Cyfra 7 oznacza obecność w akordzie dźwięku odległego o septymę od najniższego głosu. W takim przypadku akord musi mieć co najmniej 4 składniki. |
|  | Jeżeli trzeba zdefiniować więcej niż jeden składnik akordu, poszczególne liczby i ewentualne znaki zapisuje się w kolumnie, najczęściej od składnika najodleglejszego do najbliższego najniższemu głosowi. Na ilustracji: zapis i realizacja pięciodźwięku nonowego z septymą w basie. |

## Literatura
- M. Bukofzer Muzyka w epoce baroku. Od Monteverdiego do Bacha, Warszawa 1970
- D. Szlagowska Muzyka baroku, Gdańsk 1998, s. 56–60
- Historia muzyki w XVII wieku pod redakcją Z. Szweykowskiego, Kraków 2000, tom I, s. 85–108